# Rhipsideigma
Rhipsideigma es un género de escarabajos de la familia  Cupedidae.

## Especies
- Rhipsideigma adjuncta
- Rhipsideigma anosibense
- Rhipsideigma cretaceotinctus
- Rhipsideigma lugubris
- Rhipsideigma raffrayi